# UAX
UAX s.r.o. je česká firma specializující se na výrobu oblečení pro volný čas. Hlavním produktem jsou trička s potisky, které navrhuje český grafik a designer Radek Leskovjan.

## Historie
Firma UAX vznikla roku 1996 v Jeseníku nad Odrou. V roce 2003 firma přesídlila do obce Bernartice nad Odrou, kde její sídlo získalo po renovaci architektem Kamilem Mrvou zvláštní cenu Fasáda Moravskoslezského kraje 2007.

## Současnost
Firma UAX má dnes již několik poboček po České republice (Ostrava, Praha a další). Výroba se postupně rozšířila i na jiné produkty, jako jsou reklamní trička pro firmy, cyklistické dresy, mikiny, kalhoty, sukně, doplňky atp.[zdroj⁠?!]

## Další informace
- Cyklostezka Obrázkový slovník moravskoslezského nářečí.